# Markus Howard
Markus Anthony Howard (Morristown, 3 marzo 1999) è un cestista statunitense con cittadinanza portoricana, professionista nella Liga ACB con Saski Baskonia..

## Biografia
È il fratello di Jordan Howard, anch'egli cestista.
Il 10 maggio 2024, viene comunicato che il giocatore riceverà la cittadinanza portoricana (essendo la madre nativa di Porto Rico), e disputerà il torneo preolimpico che assegnerà un posto alle prossime Olimpiadi di Parigi 2024.

## Statistiche

### College
| Anno      | Squadra             | PG  | PT  | MP   | TC%  | 3P%  | TL%  | RP  | AP  | PRP | SP  | PP   |
| --------- | ------------------- | --- | --- | ---- | ---- | ---- | ---- | --- | --- | --- | --- | ---- |
| 2016-2017 | Marquette G. Eagles | 31  | 27  | 22,0 | 50,6 | 54,7 | 88,9 | 2,2 | 2,3 | 0,8 | 0,1 | 13,2 |
| 2017-2018 | Marquette G. Eagles | 34  | 31  | 31,5 | 46,4 | 40,4 | 93,8 | 3,2 | 2,8 | 1,0 | 0,1 | 20,4 |
| 2018-2019 | Marquette G. Eagles | 34  | 34  | 33,5 | 42,0 | 40,3 | 89,0 | 4,0 | 3,9 | 1,1 | 0,0 | 25,0 |
| 2019-2020 | Marquette G. Eagles | 29  | 29  | 33,2 | 42,2 | 41,2 | 84,7 | 3,5 | 3,3 | 0,9 | 0,0 | 27,8 |
| Carriera  | Carriera            | 128 | 121 | 30,1 | 44,4 | 42,7 | 88,2 | 3,2 | 3,1 | 1,0 | 0,0 | 21,6 |

### NBA

#### Regular Season
| Anno      | Squadra        | PG | PT | MP  | TC%  | 3P%  | TL%  | RP  | AP  | PRP | SP  | PP  |
| --------- | -------------- | -- | -- | --- | ---- | ---- | ---- | --- | --- | --- | --- | --- |
| 2020-2021 | Denver Nuggets | 37 | 1  | 5,5 | 37,7 | 27,7 | 77,8 | 0,6 | 0,5 | 0,1 | 0,0 | 2,8 |
| 2021-2022 | Denver Nuggets | 31 | 0  | 5,7 | 38,6 | 40,0 | 87,0 | 0,4 | 0,2 | 0,3 | 0,0 | 4,1 |
| Carriera  | Carriera       | 68 | 1  | 5,6 | 38,2 | 34,1 | 84,4 | 0,5 | 0,4 | 0,2 | 0,0 | 3,4 |

#### Playoffs
| Anno     | Squadra        | PG | PT | MP   | TC%  | 3P%  | TL%  | RP  | AP  | PRP | SP  | PP  |
| -------- | -------------- | -- | -- | ---- | ---- | ---- | ---- | --- | --- | --- | --- | --- |
| 2021     | Denver Nuggets | 9  | 0  | 12,4 | 40,5 | 42,3 | 50,0 | 0,8 | 0,4 | 0,0 | 0,1 | 4,7 |
| Carriera | Carriera       | 9  | 0  | 12,4 | 40,5 | 42,3 | 50,0 | 0,8 | 0,4 | 0,0 | 0,1 | 4,7 |

### Eurolega
| Anno      | Squadra        | PG | PT | MP   | TC%  | 3P%  | TL%  | RP  | AP  | PRP | SP  | PP    |
| --------- | -------------- | -- | -- | ---- | ---- | ---- | ---- | --- | --- | --- | --- | ----- |
| 2022-2023 | Saski Baskonia | 33 | 16 | 20,5 | 40,1 | 36,5 | 88,6 | 1,4 | 1,2 | 0,6 | 0,0 | 14,2  |
| 2023-2024 | Saski Baskonia | 39 | 18 | 23,0 | 43,1 | 40,0 | 83,7 | 1,2 | 1,6 | 0,5 | 0,0 | 19,5* |
| Carriera  | Carriera       | 72 | 34 | 21,9 | 41,9 | 38,6 | 85,8 | 1,3 | 1,4 | 0,5 | 0,0 | 17,1  |

## Palmarès

### Individuale
- Alphonso Ford Trophy: 1

Baskonia: 2023-2024